# پرلیوو
پرلیوو (به لهستانی:  Perlejewo) یک روستا در لهستان است که در گمینا پرلیوو واقع شده‌است.